# Drémil-Lafage
Drémil-Lafage är en kommun i departementet Haute-Garonne i regionen Occitanien i södra Frankrike. Kommunen ligger i kantonen Toulouse 8e Canton som tillhör arrondissementet Toulouse. År 2022 hade Drémil-Lafage 2 622 invånare.

## Befolkningsutveckling
Antalet invånare i kommunen Drémil-Lafage
Referens:INSEE